# Gisèle Halimi
Gisèle Halimi (àrab: جيزيل حليمي, Jīzīl Ḥalīmī), nascuda Zeiza Gisèle Élise Taïeb (la Goleta, Tunísia, 27 de juliol del 1927 - París, 28 de juliol de 2020) fou una advocada, activista feminista i política francotunisiana.

## Biografia
"C’était à 11 ans, je devais être en 6e (...) [mon père et mes frères] trouvaient normal qu’on les serve à table et que ma sœur et moi fassions la vaisselle. Et c’est là que je me suis, pour la première fois, révoltée. Pourquoi je devais les servir ? Je concevais que je puisse servir mon père, d'abord parce que je l'aimais beaucoup et puis c’était mon père, mais pourquoi je servirais mes frères ? Ils n'étaient pas meilleurs que moi, ils ne m’étaient en rien supérieurs, il n'y avait aucune raison. Sauf le fait qu’eux étaient du sexe masculin et moi du sexe féminin. Ma mère n'a jamais pu me donner une autre raison. Parce qu’il n'y en avait pas. Donc à ce moment-là j’ai dit «non». Alors elle m’a dit «tu ne te mettras plus à table», «tant pis, je ne mangerai pas» et je suis restée sans manger. Ça a ému mon père, qui avait beaucoup d'affection pour moi. Plus tard, ça s'est mué en un espèce d'étonnement d'avoir mis au monde une fille comme ça.-Entrevista de Tania Angeloff i Margaret Maruani (2005)
Halimi nasqué en una família ortodoxa jueva establerta a la Goleta, el principal port de l'aleshores protectorat francès de Tunísia, un territori que durant part de la Segona Guerra Mundial estigué sota domini de les tropes italoalemanyes. Acabada l'ocupació de les forces de l'Eix, i havent demostrat ser una molt bona estudiant al lycée (va fer els estudis becada per notes excel·lents), als divuit anys marxà a França; treballava de telefonista mentre estudiava a la Facultat de Dret. Als dos anys d'arribar a París quedà embarassada contra la seva voluntat i decidí sotmetre's a un avortament, forçosament clandestí i en condicions extremadament penoses a causa del codi penal francès del 1810 i a la llei de 31 de maig del 1920, que castigaven la «provocació a l'avortament». Amb vint-i-un anys obtingué la nacionalitat francesa i es llicencià en dret. Fou advocada del futur president de Tunísia Habib Bourguiba i a partir del 1949 exercí als tribunals tunisencs. Al 1956, en produir-se la independència nacional, tornà a París per establir-s'hi definitivament.
Després d'un primer matrimoni amb vint anys, es casà en segones noces amb Paul Halimi, un funcionari del Ministeri d'Agricultura i de qui n'adoptà el cognom per a la vida pública. Es casà, encara, una tercera vegada, aquest cop amb Claude Faux, que havia sigut secretari de Jean-Paul Sartre, de qui ella n'havia estat amiga i advocada. Ha tingut tres fills: Jean-Yves Halimi, advocat; Serge Halimi (nascut el 2 d'agost del 1955), periodista i director de Le Monde diplomatique; i Emmanuel Faux (1964), periodista d'Europe 1

### Compromís nacional i social
Milità per la independència del seu país natal, però també per la d'Algèria: denuncià l'exèrcit i la policia francesos per les tortures infligides en la Guerra per la independència d'Algèria, i defensà als tribunals alguns militants del Front Nacional d'Alliberament d'Algèria encausats per la justícia francesa. El 1960 assumí la defensa de Djamila Boupacha, una algerina acusada d'atemptat terrorista, que havia estat brutalment torturada per extreure'n una confessió. Juntament amb Simone de Beauvoir i l'etnòloga i antiga resistent Germaine Tillon, impulsà la creació d'un comitè de suport a Boupacha, que per mitjà del cas denuncià la violació sistemàtica dels drets humans que l'administració governamental feia a la colònia francesa en lluita per la independència. Beauvoir i Halimi cosignaren un llibre sobre la resistent algerina que recollia textos dels periodistes Henri Alleg i Jean-François Revel, del general de Bollardière, del dominic Marie-Dominique Chenu, dels polítics Jacques Fonlupt-Espéraber, Daniel Mayer i André Philip, i dels escriptors Jules Roy i Françoise Sagan, entre d'altres. El dibuix de la coberta era un retrat, original de Pablo Picasso, i el llibre fou il·lustrat pels pintors Robert Lapoujade i Roberto Matta Echaurren. Posteriorment, i en admiració per la lluita d'Halimi i de Beauvoir, el pintor Armand Cardona Torrandell dedicà el 1964 el quadre Djamila a Boupacha.
Com a mostra del seu engatjament en tota mena de causes polítiques i socials, també presidí una comissió d'investigació sobre els crims de guerra americans al Vietnam, i escrigué sobre el tema, com també ho feu sobre el procés de Burgos.
De fortes conviccions feministes, Halimi signà al 1971 el manifest de les 343 dones que admetien haver avortat voluntàriament i que reclamaven el lliure accés a mitjans contraceptius i la no-persecució de l'avortament lliure. Amb Simone de Beauvoir i Joan Rostand, el 1971 va contribuir a fundar Choisir (la cause des femmes), un moviment feminista que lluità, i ajudà a aconseguir, la despenalització de l'avortament i la legalització de la interrupció voluntària de l'embaràs. En morir De Beauvoir, Halimi la substituí en la presidència de l'entitat. Al procés de Bobigny del 1972, va defensar de la llei de 1920 la noia Marie-Claire Chevalier, i la seva mare que l'havia ajudada, per haver avortat després que fos violada per un company d'institut. Aquesta lluita culminà amb la llei Vert, promulgada el gener del 1975, sobre la interrupció voluntària de l'embaràs a França.
El 1974 fou l'advocada que portà als tribunals el cas d'Anne Tonglet i Araceli Castellano, dues turistes belgues que havien estat víctimes d'una violació col·lectiva a Marsella el 1974. El ressò mediàtic que despertà de resultes del seu paper a la "Cour d'assises" (tribunal penal) d'Ais de Provença el 1978 contribuí al trencament de tabús sobre la violació, i l'aprovació d'una nova llei el 1980 que definí la violació com un crim que havia de ser castigat amb la severitat deguda (fins aquell moment, el dret francès l'havia considerat un delicte menor). El procés ha estat recentment (2014) documentat al llibre Le viol devint un crime.
Uns anys més tard, en l'anomenat "Cas Scelle" jutjat el 1978, Halimi sostingué l'acusació contra l'ANPE (Agence Nationale pour l'Emploi), per discriminació contra dones treballadores; la sentència, desfavorable, posà en evidència la dificultat d'establir quan es produïa una discriminació laboral basada en la condició sexual, i no en altres aspectes. En crear Jacques Chirac l'"Observatoire de la parité entre les femmes et les hommes" el 1995, Halimi en va ser nomenada membre i en presidí la comissió política del 1996 al 1998. El 1996 dictà la lliçó Femmes-hommes: une autre démocratie, a la Universitat d'estiu d'Andorra, aquell any dedicada al tema "Els límits de la democràcia", i el 1998 va ser una de les fundadores de l'associació altermundista Associació per la Taxació de les Transaccions i per l'Ajuda als Ciutadans.
L'activista palestí Marwan Barghouti la trià per defensora el 2002 i en va ser advocada des d'aleshores. Com a mostra d'aquest compromís amb la causa dels pobles oprimits, Halimi és membre del jurat del Tribunal Russell sobre Palestina, creat el 2009.
La «clause de l'Européenne la plus favorisée», édictée dès 1979 par Gisèle Halimi, est une proposition politique, destinée à apporter aux citoyennes européennes les moyens légaux de leur émancipation, en garantissant pour chacun de ces sujets le plus haut niveau de protection juridique offert par l'un des États de l'Union. «Faire choix dans chaque État membre du droit des femmes au niveau le plus élevé et en doter l'Européenne, en un statut unique». -Proposta de resolució europea núm. 2261
El 23 de febrer del 2010 i en presència seva, l'Assemblea Nacional francesa va votar una proposta de resolució europea que, sota el principi de la «clàusula europea més afavorida», proposava una harmonització dels drets de la dona en les legislacions europees, seguint la idea que Halimi havia manifestat en ocasió de les primeres eleccions europees amb sufragi universal el 1979.

### Acció política
L'any 1965 participà en el "Mouvement démocratique féminin", un conjunt de dones d'esquerres que prestà suport a la candidatura de François Mitterrand a les eleccions presidencials franceses de 1965, que volia conjuntar socialisme i feminisme. Les eleccions, però, les acabà guanyant Charles de Gaulle a la segona volta, amb un 55% dels vots contra el 45% de Mitterand.
Quinze anys més tard es presentà, i va sortir elegida, diputada a l'Assemblea Nacional francesa per la quarta circumscripció de l'Isèra. Romangué a la Cambra del 21 de juny del 1981 fins al 9 de setembre del 1984 votant amb el Grup Socialista i presidint el Grup Interparlamentari contra el Racisme i el Sexisme. En el seu pas per la Cambra, però, veié com les seves propostes avançaven poc, i denuncià la institució com un «bastió de la misogínia». Presentà una moció, que fou acceptada el 1982, perquè s'establissin quotes femenines en les eleccions, però el Consell Constitucional la tombà perquè la considerà un obstacle a la llibertat de sufragi i a la lliure expressió de la sobirania nacional.
Hagué de renunciar a l'escó en favor del seu suplent, Maurice Rival, perquè al març del 1984 el primer ministre (Pierre Mauroy) li havia encomanat una missió governamental per estudiar el funcionament de les organitzacions internacionals, especialment de la UNESCO, que l'impedí de continuar exercint la tasca parlamentària. Poc després de la dimissió, va ser nomenada ambaixadora francesa davant de la UNESCO. El seu pas per la institució va ser breu, d'abril del 1985 a setembre del 1986, i es va declarar decebuda per un Mitterrand que va titllar de maquiavèl·lic i a qui va retreure que donés poc de suport a la causa de les dones. Amb posterioritat fou consellera especial de la delegació francesa a l'Assemblea General de les Nacions Unides.
A les eleccions al Parlament Europeu de 1994 formà part de la candidatura L'autre politique del Moviment dels Ciutadans francès, en segona posició a la llista, i just darrere del líder Jean-Pierre Chevènement. La candidatura rebé 494.986 vots, un 2,54 dels vots emesos, i no obtingué cap dels 87 escons en joc.

### Premis i distincions
- Fou distingida amb els graus de "cavaller" de l'Orde de la Legió d'Honor[28] el 30 de març del 1998, ascendida a oficial el 8 de setembre del 2006 i a comandanta[29] l'1 de gener del 2013.
- El novembre del 2009 fou nomenada comandanta de l'Orde Nacional del Mèrit[30] i la distinció li fou imposada pel científic i divulgador Axel Kahn[31] el 13 d'abril del 2010.
- La ciutat de Lo Mont (Mont-de-Marsan) reanomenà un pont al centre de la vila com a "pont Gisèle Halimi". També té carrers dedicats a Bobigny (des del 2013), a Saint-Ouen (Sena Saint-Denis), a Pantin, a Auray i a Cornon d'Alvèrnia.

## Obres
Al llarg dels seus darrers cinquanta anys de vida publicà un extens seguit d'obres, que es poden categoritzar en dues tipologies principals: obres purament de caràcter social o polític; o bé obres de caràcter autobiogràfic que -donada l'actitud militant vital de l'autora- s'empelten del caràcter de les altres. Llibres seus en la llengua original francesa han sigut reeditats diverses vegades, i hom els ha traduïts a idiomes com l'alemany, el danès, el turc, l'urdu, el xinès... La cause des femmes ha estat l'obra més difosa, i es pot llegir en les versions anglesa, àrab, espanyola, en esperanto, italiana, japonesa i sueca.
(Selecció:)
- Beauvoir, Simone; Halimi, Gisèle (editores). Djamila Boupacha, témoignages.  París: Gallimard, 1962.
- «Rapport sur les massacres». A: Les Massacres. La guerre chimique en Asie du Sud-est.  París: François Maspéro, 1970.
- Le procès de Burgos.  París: Gallimard, 1971.
  - El prefaci del llibre, de Jean-Paul Sartre, es va publicar també de forma independent en català: Sartre, Jean-Paul; Creixell, Lluís (traductor). El procés de Burgos.  Perpinyà: Edicions E.C.T, 1973.
- La cause des femmes.  París: Bernard Grasset, 1973.
- Le lait de l'oranger.  París: Gallimard, 1988. ISBN 207071439X. (autobiogràfic)
- Femmes, moitié de la terre, moitié du pouvoir. Plaidoyer pour une démocratie paritaire.  París: Gallimard, 1994. ISBN 2070737896.
- Une embellie perdue.  París: Gallimard, 1995. ISBN 2070737888.
- «Femmes/Hommes: une autre démocratie». A: XIII Universitat d'Estiu: Els límits de la democràcia.  Andorra la Vella: Govern d'Andorra, 1997. ISBN 9789992001462.
- La nouvelle cause des femmes.  París: Seuil, 1997. ISBN 202031973X.
- Fritna, ma mère.  París: Plon, 1999. ISBN 9782259191340. (hi descriu la seva infantesa i la relació amb la seva mare Fritna)
- Halimi, Gisèle (rapporteure). La parité dans la vie politique, rapport de la commission pour la parité entre les femmes et les hommes dans la vie politique.  París: la Documentation Française, 1999. ISBN 2110043768.
- Avocate irrespectueuse.  París: Plon, 2002. ISBN 9782259194532. (autobiogràfic)
- L'étrange Monsieur K.  París: Plon, 2003. ISBN 9782259198042. Arxivat 2021-06-15 a Wayback Machine. (sobre el procés a Youssef Kimoune)
- La Kahina.  París: Plon, 2006. ISBN 9782259203142.
- Ne vous résignez jamais.  París: Plon, 2009. ISBN 9782259209410. Arxivat 2021-06-15 a Wayback Machine. (memòries dels anys de compromís)
- Histoire d'une passion.  París: Plon, 2011. ISBN 9782259213943. Arxivat 2021-06-15 a Wayback Machine. (sobre la relació amb la seva neta)[2]
- Vive les femmes!.  París: Gallimard Loisirs, 2017. ISBN 9782742449385.

## Pel·lícules
Gisèle Halimi fou entrevistada un gran nombre de vegades per la televisió francesa. A banda, la seva figura aparegué en diverses pel·lícules, representades per actrius o amb per ella mateixa (com en els documentals Les années Pompidou del 2004 i François Mitterrand et la guerre d'Algérie, del 2010).
- El telefilm Pour Djamila, dirigit el 2011 per Caroline Huppert, es basà en el cas Boupacha, i fou protagonitzat per Hafsia Herzi (Djamila), Marina Hands (Halimi), Dominique Reymond (De Beauvoir) i Thomas Joaunnet (Claude Faux).[34]
- Le procès de Bobigny és un telefilm de François Luciani del 2006 sobre el judici homònim. Les actrius Sandrine Bonnaire i Juliette Lamboley encarnaren la mare i la filla protagonistes del cas, i Anouk Grinberg representà l'advocada Halimi.[35]
- L'una canta, l'altra no (L'une chante, l'autre pas, 1977) és una pel·lícula d'Agnès Varda que fa una crònica del feminisme i de la lluita pels drets de les dones a la França dels anys 70. Protagonitzada per Thérèse Liotard i Valérie Mairesse, Halimi s'hi interpretà ella mateixa en un curt paper.